# Pedro Aznar
Pedro Aznar (Buenos Aires, 23 de julio de 1959) es un cantante, multiinstrumentista, compositor, poeta y productor argentino. Fue integrante de los grupos Madre Atómica, Alas, Serú Girán, Spinetta Jade y Pat Metheny Group y desde 1993 está dedicado por completo a su carrera como solista.
Ha editado más de 40 álbumes entre discos de estudio, grabaciones en vivo, bandas sonoras de películas y dúos con músicos como Charly García y David Lebón. También ha colaborado con las bandas progresivas Pastoral, Billy Bond and the Jets y Spinetta Jade.
Con más de 222 composiciones propias publicadas, en su carrera solista ha dedicado especial cuidado a grabar alrededor de 135 covers y arreglos de temas de músicos británicos, norteamericanos y latinoamericanos tales como Luis Alberto Spinetta, Gustavo Cerati, Charly García, Atahualpa Yupanqui, Víctor Jara, Violeta Parra, Congreso, Chabuca Granda, Chico César, Lenine, Cazuza, Chico Buarque, Tom Jobim, Milton Nascimento, Caetano Veloso, Gilberto Gil, Ivan Lins, Egberto Gismonti, Elton John, Jeff Buckley, The Beatles, Radiohead, Sting y Rolling Stones, entre muchos otros.

## Niñez y juventud
Nació el 23 de julio de 1959 en el barrio de Liniers, en la ciudad de Buenos Aires. Cuando era chico le fascinaban los tocadiscos, se pasaba horas viendo los discos girar. A los 7 años le regalaron Revolver, de los Beatles y se hizo músico. Fue prodigio. A los 9 años empezó a estudiar guitarra clásica. Sus padres le compraron una guitarra eléctrica amarilla, que utilizó en su primera banda de rock: Life.

## Carrera

### Madre Atómica y Alas (1974–1977)
En 1974, a los 15 años, tocó como bajista en la banda Madre Atómica, que tomaba su nombre de un álbum de Pink Floyd, con cuyo bajista Roger Waters habría de grabar Aznar 30 años después. Formado en 1973, este trío constituía el boom del circuito underground. Lito Epumer en guitarra, Mono Fontana en la batería y Rubén Darío Alcaraz en el bajo ―después lo reemplazó Aznar―, conformaban uno de los grupos más virtuosos del medio. En 1975 Sinessi sustituyó a Epumer, pero diferencias internas disolvieron la banda.
Formó parte de Alter Ego (banda fundada por Celeste Carballo), donde tocó la batería, junto a Oscar Mangione en guitarra. Mi Último Blues formó parte del repertorio de la banda cuando se presentó en el Auditorio Kraft hacia abril de 1976.
En 1977, fue convocado por Gustavo Moretto para formar Alas (una agrupación de «música progresiva»). Este conjunto estaba integrado por Gustavo Moretto en teclados, vientos y voz; Carlos Riganti en batería y percusión y Alex Zucker en bajo y guitarra, luego reemplazado por Aznar. La banda grabó Pinta tu Aldea, álbum que saldría a la venta recién en 1983. El grupo se disolvió al viajar Moretto a Boston, en busca de perfeccionamiento musical. En ese año tuvo su primer contacto con los discos del bajista Jaco Pastorius y su técnica del bajo sin trastes. Fue tanto el encantamiento con el sonido de la técnica, que Aznar le quitó los trastes a su primer bajo (un FAIM Jazz Bass tradicional, que aún guarda).
También en 1977, formó parte de la banda de Raúl Porchetto, siempre con el bajo fretless. Tuvo un fugaz paso por Pastoral, cuya participación fue contemporánea a la de Oscar Moro, meses antes de empezar ambos con Serú Girán. Junto a Billy Bond y lo que sería posteriormente conocido como Serú Girán, grabaron el álbum Billy Bond and the Jets. Tocó también el bajo en Amalgama, con la dirección de Raúl Parentella, junto a Eddie Sierra en guitarra, Alejandra Martín (más tarde Julia Zenko) en voz y Ricardo ''Topo'' Carbone en la batería.

### Serú Girán y Spinetta Jade (1978–1982)
En 1978, fue invitado por Charly García (en Brasil) a integrar el grupo Serú Girán (junto con David Lebón y Oscar Moro), la que terminó siendo una de las bandas de rock latino más influyentes de todos los tiempos.
En 1979, compró su primer piano; empezó a estudiar jazz y armonía. En los discos de Serú, incluyó canciones propias, grabadas en su casa, que recuerda como: «engendros que los demás me aguantaban».
Hacia 1980, fue invitado por Luis Alberto Spinetta a tocar como invitado de su flamante grupo, Spinetta Jade. A raíz de esta afinidad nació el tema «No hay tiempo».
Ese año, Serú Girán fue convocado al festival Rio Monterrey Jazz Festival en Río de Janeiro, donde la respuesta del público motivó que fueran convocados a repetir el show esa misma noche. Ahí, Serú se consagró como la banda de rock más importante de Argentina. Además de los acompañamientos, tocaba melodías y yeites muy notables, hasta logró hacer sonar el bajo como una batería. En ese festival le obsequió un cassette con sus temas y algunas grabaciones caseras a Pat Metheny.

### Pat Metheny Group e inicios como solista (1982–1989)

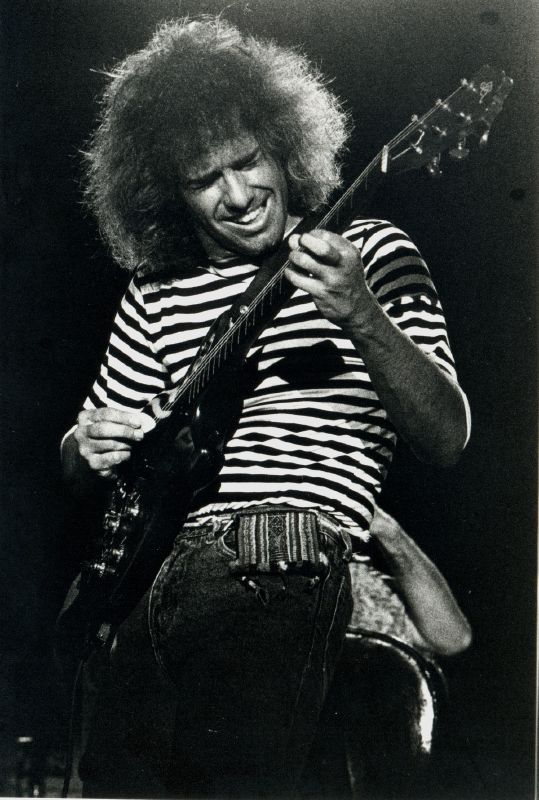
Participó en 4 álbumes junto a Pat Metheny Group

Tras su primer y breve contacto con el guitarrista estadounidense Pat Metheny, el cual quedó encantado con su grupo, Aznar le dio algunos demo de grabaciones caseras; según él, en recompensa por la belleza que había encontrado en su música.
A fines de 1981, Aznar informó a sus compañeros que quería irse a estudiar a la reconocida Escuela de música de Berklee. Se retiró de Serú Girán en marzo de 1982, y la banda se disolvió semanas después. Llegó así el año clave en su carrera: grabó su primer disco como solista (Pedro Aznar, 1982), de donde se destacan el tema "Conduciendo una locomotora", la versión idéntica del tema "Because" de The Beatles y el cover de «Setembro» de Ivan Lins (donde canta la melodía y hace un solo en bajo fretless), que fue ponderado por el propio autor como la mejor versión de la obra.
Viajó a Estados Unidos para perfeccionar sus estudios en la Escuela de Berklee; participó en Yendo de la cama al living, el disco de García (es coautor de "Peluca Telefónica", junto a Charly y Spinetta); el 11 de septiembre presentó su disco en el estadio de Obras Sanitarias, y fue convocado por el guitarrista norteamericano Pat Metheny para unirse a su banda Pat Metheny Group, con la cual salen de gira por Estados Unidos y Europa. Con esta agrupación grabó los discos First Circle (1984) y The Falcon and the Snowman (grabado en 1984 y publicado en 1985), interpretando el vibráfono, las percusiones, las voces y algunas guitarras.
Previamente a viajar a Estados Unidos, Pedro había compuesto junto a Spinetta la música de la obra Lenny Blues de Robertino Granados y puesta en escena de Emilio del Guercio.
De regreso a la Argentina musicalizó películas y grabó discos solistas. En 1983 participa en Clics modernos, de Charly García. En 1984 se presenta en el Luna Park junto a León Gieco y Spinetta como invitados del brasileño Iván Lins, y se edita un disco en vivo de esa reunión. Ese mismo año graba su segundo LP (Contemplación), con la participación de Lyle Mays (piano), Pat Metheny (guitarra), Osvaldo Fattoruso (percusión) y Danny Gottlieb (batería), entre otros. De ese segundo disco se destacan los temas "23", "Verano en Nueva Inglaterra" y "A la hora que duermen los trenes". En 1985 colabora en el segundo álbum de su colega musical Fito Páez, llamado Giros. En agosto de ese mismo año viaja para tocar con el Pat Metheny Group en Obras y graba Tango junto a García, editado en 1986. El proyecto Tango terminó cuando se sucedieron incidentes en una presentación en San Miguel de Tucumán, que provocaron la cancelación de dos shows que Tango tenía programados en Obras en mayo de 1986.
Aznar fue convocado por el cineasta Eliseo Subiela para componer y grabar las bandas de sonido de Hombre mirando al sudeste (1987) y Últimas imágenes del naufragio (1990). Antes había grabado Fotos de Tokyo, siguiente álbum solista del cual se destaca el tema homónimo. En 1988 es citado por la compiladora, musicóloga y antropóloga tucumana Leda Valladares para colaborar en su álbum llamado Grito en el cielo, junto a otros músicos de rock nacional del momento, integra esporádicamente el grupo Agrupación Parisi junto a Pipo Cipolatti, colabora en los arreglos de los  álbumes de Sergio Denis (Cerca del cielo) y de Eddie Sierra (Buscando mi lugar), a continuación vuelve a los Estados Unidos a grabar con Pat Metheny Group Letter from Home (1989), disco para el cual reversionó el tema "Vidala" (originalmente titulado Vidala andina de Cerro Negro (Catamarca) ) ya grabado y versionado por Leda Valladares en el álbum antes mencionado , curioso intento de cantar en inglés una vertiente folklórica del norte argentino.

### Reencuentro con Charly García y Serú Girán (1990-1993)

Además de trabajar juntos en Serú Girán, con Charly García realizaron un proyecto conjunto y editaron tres álbumes y participaron en varias colaboraciones en sus respectivos proyectos solistas.

En 1990 compuso la banda sonora de Amantísima, una obra de Susana Torres Molina. Ese mismo año colaboró como bajista en dos discos del cantautor Eddie Sierra (Eddie Sierra en los comerciales de Phillip Morris y Está todo bien), cuyas canciones salieron en publicidades televisivas y cortinas radiales, también fue el arreglador vocal de Canción Animal, el exitoso álbum de Soda Stereo. Justamente con Gustavo Cerati y Charly García fue coautor de "No te mueras en mi casa", registrado en el LP Filosofía barata y zapatos de goma, y participa en la producción del disco Mujer contra mujer de Celeste Carballo y Sandra Mihanovich, en la canción Yo seré tu libertad.
En 1991 volvió a acercarse a Charly García y le propuso un proyecto en común con Enrique Pinti: Radio Pinti. En una semana compusieron la música, las letras de las canciones y las grabaron en el estudio de Aznar. También en poco menos de un mes compusieron y grabaron el disco Tango 4, que ganó un disco de platino y fue nombrado el mejor disco del año por la Asociación de Críticos Argentinos.
En 1992 publica su primer libro de poemas, llamado Pruebas de fuego, graba en el álbum Madre Tierra de Suna Rocha, en la compilación de Leda Valladares titulada América en cueros y nuevamente para Eddie Sierra en su álbum llamado Fé, se llevaron a cabo sus últimos conciertos con Pat Metheny Group en el festival Live Under the Sky (Japón) y en el Festival de la Canción de San Remo (Italia) es invitado a un show de Celeste Carballo para interpretar juntos la canción de Peter Gabriel Don't give up, en la segunda mitad del año surge el retorno de Serú Girán. Para la placa Serú '92 compuso los temas "A cada hombre, a cada mujer", "Déjame entrar" y "Si me das tu amor", además de tener participación autoral en casi todo el resto del disco. En esta placa y en las dos registradas en vivo, Aznar ganó protagonismo en la banda, en comparación a la etapa 1978-1982.
En 1993 fue productor y arreglador musical del álbum de Jairo "Cielos", para el que convocó a músicos como Jaques Morelembaum, Ernesto Snajer y Raúl Barboza. Sus arreglos de las secciones de cuerdas y metales fueron en esta oportunidad íntegramente grabados en el estudio Abbey Road de Londres.
Entre 1993 y 1994 fue conductor de un programa de especiales musicales llamado En Concierto, emitido por el canal de cable I.Sat.

### Consolidación como solista (1995 - 2007)

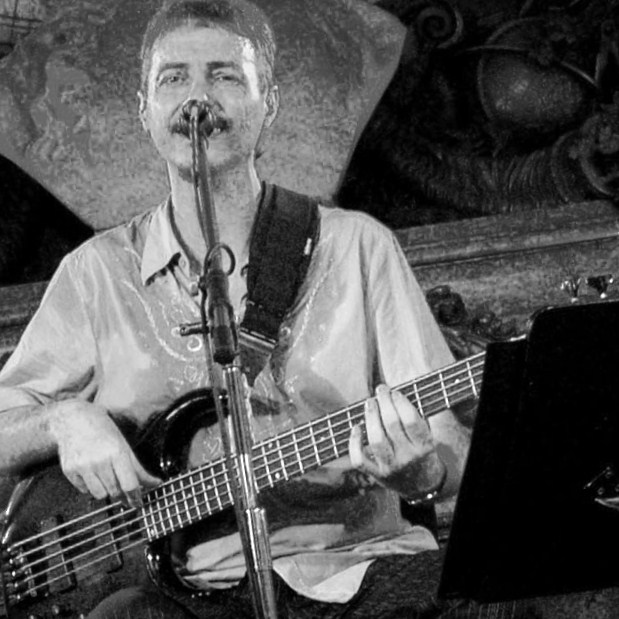
Detalle de una fotografía de Pedro Aznar dando un recital en la Casa Rosada (Buenos Aires) el 6 de mayo de 2005.

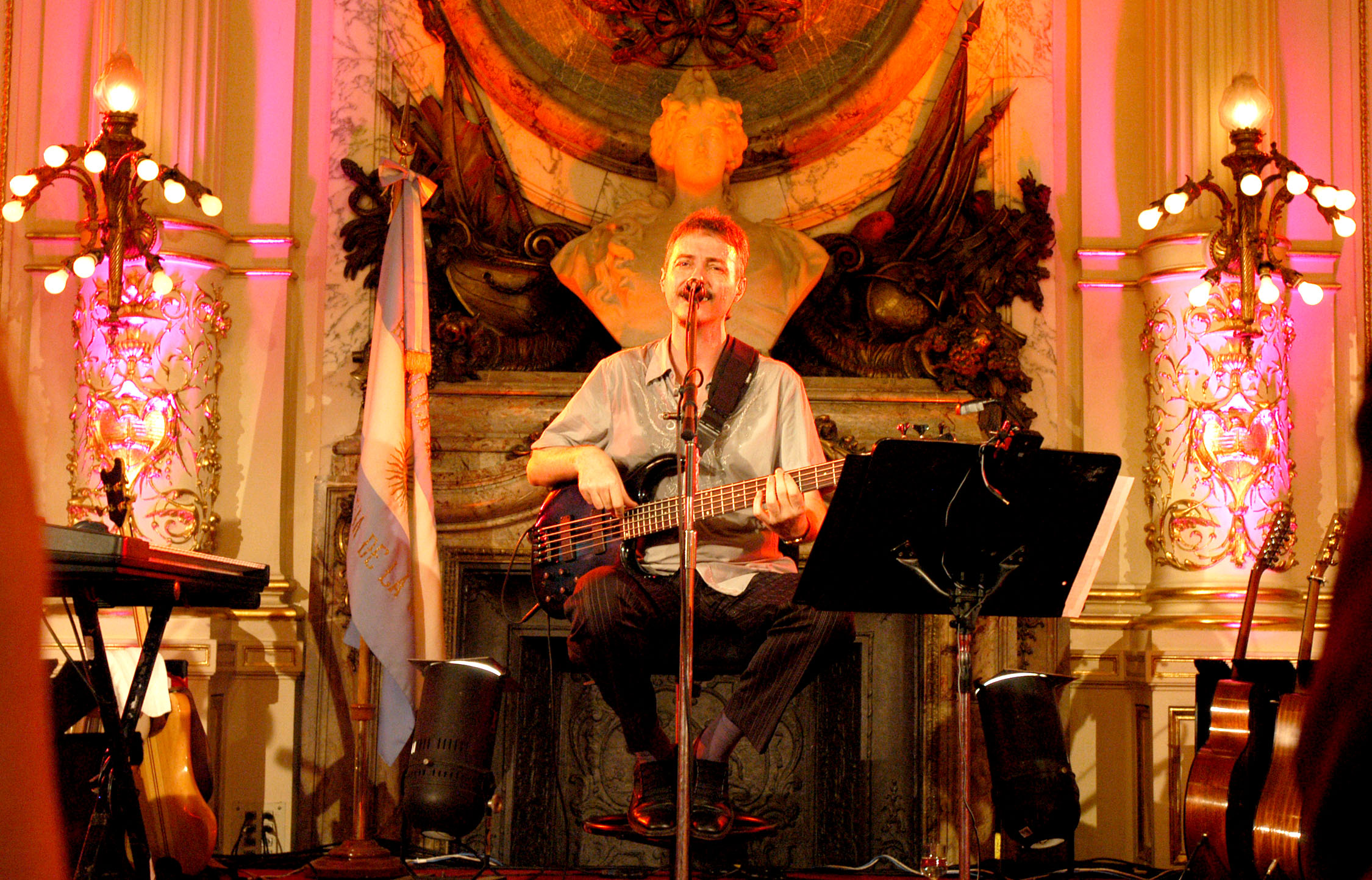
Pedro Aznar dando un recital en la Casa Rosada (Buenos Aires, 6 de mayo de 2005).

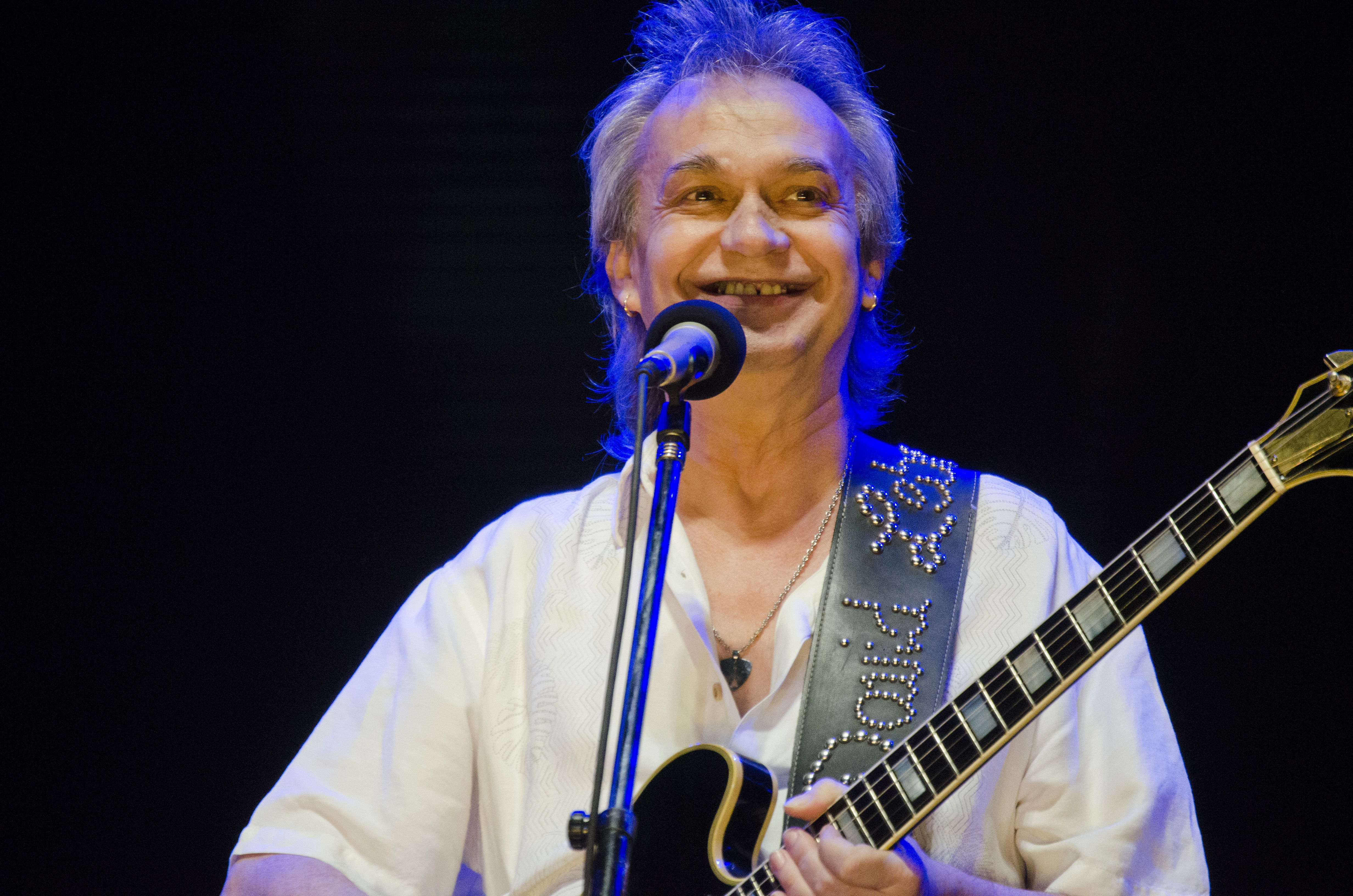
Además de tocar juntos en Serú Girán, realizaron un álbum doble con David Lebón

En 1995 compuso la banda de sonido para la película de Eliseo Subiela No te mueras sin decirme a dónde vas, fue productor del álbum de Fabiana Cantilo titulado Sol en cinco, participa en el álbum de Peteco Carabajal Borrando fronteras, es convocado para participar en el homenaje a Carlos Gardel producido por Grupo América, en el 60° aniversario de su fallecimiento, espectáculo llevado a cabo en el Teatro Nacional Cervantes, donde interpretó el tango Silencio, y presentó su nueva banda, con la cual editó David y Goliath (cuarto álbum solista), un trabajo que le demandó cuatro años para poner en la calle y cuyo corte de difusión "Ella se perdió" se convirtió en la canción más difundida en radios de Aznar como solista. Lo curioso es que este cuarteto lo formó a través de un aviso en el diario. Recibió más de doscientos demos, realizó una veintena de audiciones personales y, finalmente, se decidió por Alejandro Devries (teclados), Gustavo Sadofschi (guitarra) y Christian Judurcha (batería).
En 1996 participa en el álbum de Jairo 25 años vol.2, donde cantan a dúo A cada hombre, a cada mujer, e interpetan junto a Eladia Blazquez la canción Honrar la vida.
En 1999 es citado por Lito Vitale para participar en su disco El grito sagrado junto a María Elena Walsh, Víctor Heredia, Jairo, Juan Carlos Baglietto, Sandra Mihanovich, Alejandro Lerner y Fabiana Cantilo, interpretando el Himno a San Martín.
En 2000 salió una grabación, recuperada por el baterista Oscar Moro, de las grabaciones directas desde la consola de sonido de los recitales en el Teatro Coliseo del 26 de diciembre de 1981. Aznar se ocupó (en la computadora de su casa) del trabajo de remezcla, restauración y masterización. Ese mismo año editó Caja de música, un disco de poemas de Jorge Luis Borges, musicalizados por Aznar.
Parte de volar (2002) retoma el camino de la canción popular y el folklore argentino. Este material fue presentado en vivo en dos shows en el Teatro ND Ateneo, durante los cuales se registró su siguiente álbum (En vivo), que incluye varias canciones inéditas. Para la oportunidad, su banda estuvo integrada por Alejandro Devries en teclados y voz, Diego Clemente en guitarra, aerófonos y voz y Facundo Guevara en percusión.
En 2003 lanzó Mudras canciones de a dos, el cual es el primer disco de Pedro completamente dedicado a dúos. El disco cierra con una muy particular versión de «Tomorrow Never Knows», de The Beatles, grabada respetando una idea de John Lennon que no pudo ser llevada a cabo en la versión original: cantarla suspendido en el aire, girando. El álbum está compuesto por canciones interpretadas a dúo con otros artistas. Entre ellos Gal Costa, Mercedes Sosa, Vicente Amigo, la peruana Eva Ayllón, la chilena Cecilia Echenique, Hugo Fattoruso y Adrián Iaíes.
En 2005 grabó el disco Aznar canta Brasil en vivo (el cual fue editado en DVD, que incluye el show completo, entrevistas y ensayos). Obviamente se trata de un homenaje a la música de ese país, con canciones de Milton Nascimento, Chico Buarque, Herbert Vianna, Gilberto Gil y Egberto Gismonti, entre otros. La versión castellana de las letras corrió por cuenta de Aznar. En ese año tuvo un encuentro con Shakira. Juntos escribieron la canción «The day and the time» para el álbum de ella Oral Fixation vol. 2.
Luego de este disco, Aznar se sumó a la banda de rock Under Peperina en Llamas, y grabó una versión de Naturaleza para el filme Un Buda.
A Roar of Southern Clouds (2006) es una selección de algunas de las mejores canciones grabadas por Pedro entre 1995 y 2005.
En 2007 se unió a su antiguo compañero, David Lebón, para una serie de actuaciones en vivo en formato de trío, acompañados por el teclista Andrés Beeuwsaert. El disco doble grabado en ocasión de uno de estos recitales, Aznar/Lebón, fue editado a mediados de agosto. En ese año, se encontró con Shakira para producir dos canciones («Hay amores» y «Despedida») para la banda de sonido de la película El amor en los tiempos del cólera.

### QuebradoyA solas con el mundo(2008 - 2011)

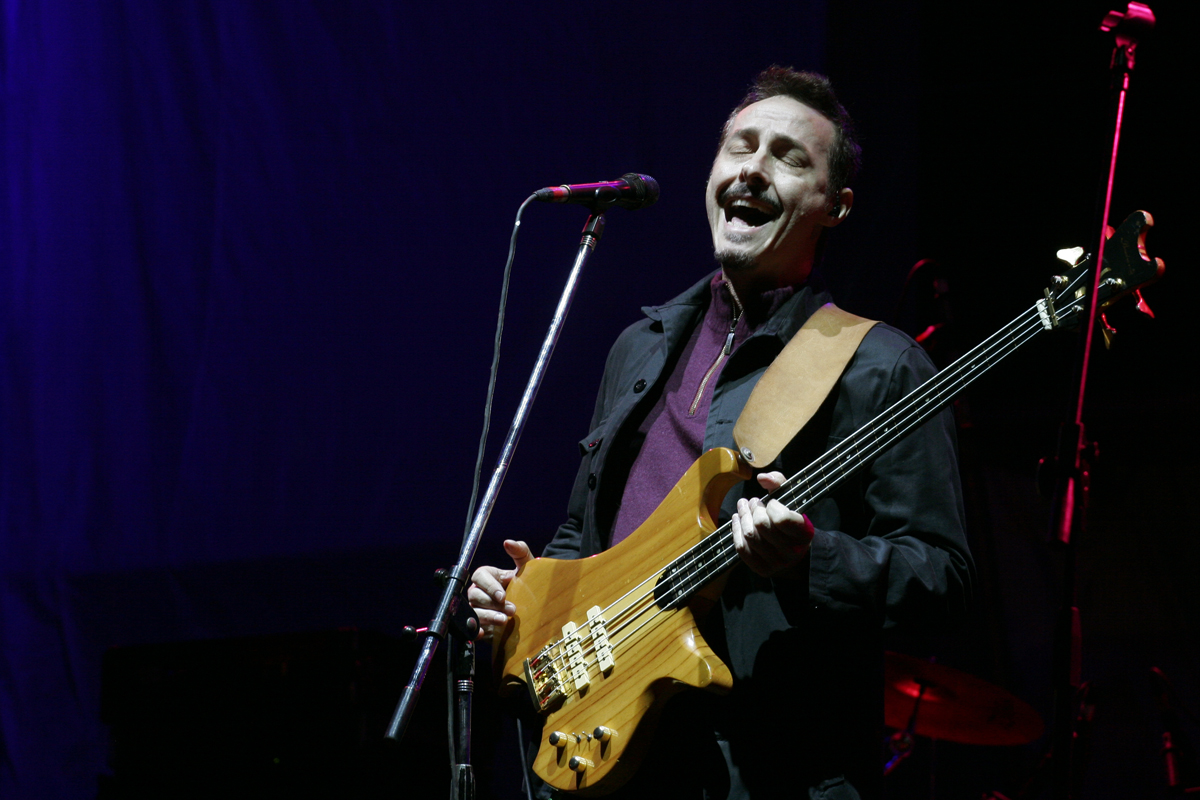
Aznar cantando y tocando el Bajo sin trastes

En 2008 se edita Quebrado, una placa doble, con composiciones propias y versiones de "sus temas favoritos",[cita requerida] entre los cuales incluyó canciones de Luis Alberto Spinetta, Charly García, Sting, George Harrison, Paul McCartney y John Lennon. Respecto al disco de composiciones propias, está considerado entre los mejores de su carrera, mezclando rock, jazz y folclor con un lenguaje propio que lo consolida como un solista de categoría indiscutida. En el mismo año se reencontró con Shakira en un Concierto Alas para interpretar «La maza» con Mercedes Sosa. También visitó junto a Gustavo Cerati a Roger Waters en la propia casa del ex Pink Floyd.[cita requerida] Ese año participó de la 48.ª edición del Festival Cosquín de Folcklore, como invitado, junto a Jorge Fandermole y Víctor Heredia. En 2010 fue artista invitado de Charly García en el Luna Park.
En 2011 promocionó su disco A solas con el mundo con más de una centena de presentaciones por Latinoamérica. El 17, 18 y 19 de noviembre de 2011, participó junto a Claudia Acuña, Álvaro Henríquez, Anita Tijoux, Camila Moreno, Javiera Parra y Francisca Valenzuela, además de la Orquesta Sinfónica de Chile en un concierto homenaje a Violeta Parra.

### Homenaje a Luis Alberto Spinetta y nuevos álbumes (2012-2017)

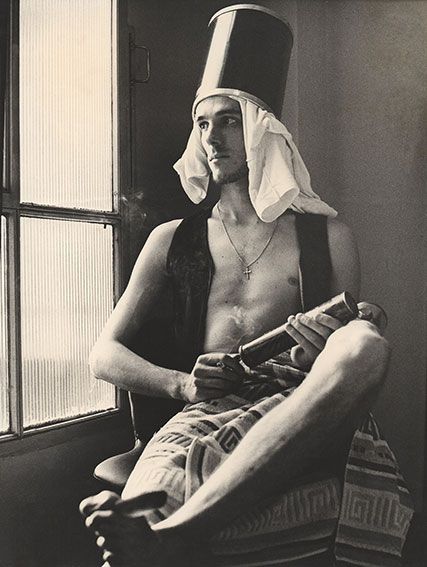
Luis Alberto Spinetta en 1974. Aznar participaría en su grupo Spinetta Jade en el año 1980.

El 29 de abril de 2012 Aznar homenajeó a Luis Alberto Spinetta tras su fallecimiento, con un show gratuito organizado por el Gobierno de la Ciudad de Buenos Aires en Plaza Italia. Ese día se reunieron unas 50 000 personas para escuchar una treintena de clásicos spinettianos versionados por Pedro, Pomo Lorenzo en batería y Andrés Beeuwsaert en teclados y voz. Hacia fines de ese año el material fue editado en un disco doble, bautizado como el show: Puentes amarillos. El recital surgió como una iniciativa del Gobierno de la Ciudad en el marco de la Feria del Libro. Para la ocasión Pedro se juntó con Pomo Lorenzo en batería y Andrés Beeuwsaert en teclados y voz, mientras él se encargó de la guitarra, bajo y voz. Roxana Amed participó como invitada.
Aznar recorrió la carrera de Spinetta en 26 temas editadas entre 1968 y 1991, interpretando tanto canciones de sus ex-bandas (Almendra, Pescado Rabioso, Invisible y Spinetta Jade) como de su carrera solista, excluyendo así a su banda Spinetta y Los Socios del Desierto, y a temas de sus últimos 20 años como solista. Incluyó además una composición de ambos (Alas de la Mañana), incluido en el álbum Dos zorros (2004), de Lito Epumer y un tema ínédito (Lenny Blues) perteneciente a la obra de teatro del mismo nombre. El álbum doble goza de excelente recepción por parte de la crítica y seguidores del músico, trepando rápido en los charts de ventas a pocos días de su lanzamiento. Fue lanzado como CD doble y DVD doble. Se considera el homenaje mejor logrado tras la muerte de Spinetta. 
El 7 de abril fue invitado de Charly García en Velez Sarfield, para interpretar "Perro Andaluz", de Serú Girán. Pocos días más tarde, el 17 de abril, lanza al mercado la producción Ahora, grabada en los famosos estudios de Abbey Road. El 19 de junio la Legislatura de Buenos Aires lo distinguió como "Personalidad destacada de la cultura porteña".
El 16 de febrero del 2013 en la apertura de Cosquín Rock 2013, se volvió a reunir con Charly García y David Lebón, para tocar temas como "Perro Andaluz" y "Seminare". También realiza el espectáculo en vivo Mil noches y un instante con énfasis en temas de raíz folclórica, y en clásicos de The Beatles, lanzando un disco doble durante 2014. 
El 25 de mayo de 2014 formó parte de los festejos por el aniversario de la Revolución de Mayo, en el marco del show "Somos Cultura" del Ministerio de Cultura de la Nación.
El 25 de febrero de 2015 participó de jurado en Festival Internacional de la Canción de Viña del Mar en Chile. Cabe mencionar que en la cuarta noche del festival, subió dos veces al escenario de Viña del Mar, primero realizó un homenaje en la obertura del evento a su amigo Gustavo Cerati, cantando a duo con él gracias a la tecnología la canción "Zona de Promesas". Y más tarde subió al escenario cantando e interpretando sus composiciones y algunos de sus covers, a lo que el público le respondió con clamor y él se ganó las gaviotas de plata y de oro, que entrega el público a los artistas presentados en el certamen.
En 2016 lanzó un nuevo álbum solista de composiciones propias titulado Contraluz, que mezcla, tal como a lo largo de su carrera, rock, folclor, pop, y fusión. En la misma línea lanza en 2017 un EP con cuatro composiciones nuevas titulado Resonancia. Además de un álbum recopilatorio triple llamado Esenciales que repasa gran parte de su carrera solista.

### Nuevos dúos y nuevo álbum doble (2018-presente)
En 2019 lanza un nuevo álbum a dúo con el cantautor chileno Manuel García titulado Abrazo de Hermanos, donde ambos interpretan composiciones de diversos artistas además de propias, apoyándose instrumentalmente.
En enero de 2020 lanzó un nuevo disco junto al tanguero Ramiro Gallo titulado Utopía. Se trata de composiciones originales de Pedro Aznar grabadas durante 2019, y deliberadamente compuestas en estilo tanguero.
El 16 de diciembre del 2022 sacó El mundo no se hizo en dos días. Un álbum doble de nuevas canciones compuestas desde 2018 que coquetea con nuevos géneros como el trap o la musica electrónica, mas aún manteniendo su estilo folk y ambiente, con toques electrónicos. Un día antes del lanzamiento, el 15 de diciembre, Pedro sacó un video en su canal de youtube explicando, escuchando, y promocionando el álbum.

## Premios
- Con Serú Girán: la banda ganó en las encuestas de la revista Pelo en las categorías de mejor tecladista y mejor compositor (García), mejor guitarrista y mejor cantante (Lebón), mejor bajista (Aznar), mejor baterista (Moro), y mejor grupo en vivo en los años 1978, 1979, 1980 y 1981. A esto se le agrega grupo revelación 1978; mejor cantante (Lebón) 1980 y 1981; mejor tema 1978 ("Seminare") y 1981 ("Peperina") y mejor álbum 1978 (Serú Girán).

- Con Metheny: sus discos ganaron premios Grammy (1984, 1985, 1989 y 1993).

- En 2005 obtuvo el Premio Konex - Diploma al Mérito como uno de los 5 mejores solistas de rock de la década.

- El 19 de junio de 2012, la Legislatura de Buenos Aires lo distinguió como "Personalidad destacada de la cultura porteña".

- En 2015 recibió el Premio Konex de Platino, esta vez como el Mejor Solista de Pop de la década.

## Vida personal y otros proyectos
Pedro Aznar se autodenomina un budista y, aunque no medita constantemente, considera a la composición musical su forma de conectarse a un "estado de consciencia mayor". Se consideró simpatizante de Racing Club de Avellaneda, sigue una dieta semivegetariana, con abstención de carnes rojas y blancas pero no marinas.
Pedro Aznar no da su opinión sobre otros músicos y prefiere mantener un perfil bajo en su vida privada.
Es un fotógrafo alumno de Diego Ortiz Mugica. En junio de 2014 realizó su primera exhibición en el Centro Cultural Recoleta.
Junto al enólogo Marcelo Pelleriti, Aznar es dueño de la marca de vinos Abremundos, ubicada en el Valle de Uco, Mendoza y han lanzado varias líneas. En diciembre de 2014, Aznar consiguió un título como sumiller en el CAVE (Centro Argentino de Vinos y Espirituosas) de Buenos Aires.

## Discografía

### Álbumes de estudio solista
- 1982 - Pedro Aznar
- 1984 - Contemplación
- 1986 - Tango (con Charly García) (Maxi sencillo)
- 1986 - Fotos de Tokyo
- 1991 - Radio Pinti (con Charly García y Enrique Pinti)
- 1991 - Tango 4 (con Charly García)
- 1995 - David y Goliath
- 1998 - Cuerpo y alma
- 2001 - Huellas en la luz
- 2002 - Parte de volar
- 2003 - Mudras canciones de a dos
- 2006 - A Roar of Southern Clouds
- 2008 - Quebrado
- 2012 - Ahora
- 2016 - Contraluz
- 2017 - Resonancia (EP)
- 2019 - Abrazo de Hermanos (con Manuel García)
- 2020 - Utopía (con Ramiro Gallo)
- 2021 - Flor y Raíz
- 2022 - El mundo no se hizo en dos días

### Álbumes en vivo
- 2000 - Caja de música (poemas de Jorge Luis Borges)
- 2002 - En Vivo
- 2005 - Aznar canta Brasil
- 2007 - Aznar / Lebón Volumen 1 (con David Lebón)
- 2007 - Aznar / Lebón Volumen 2 (con David Lebón)
- 2009 - Quebrado vivo
- 2010 - A solas con el mundo
- 2012 - Puentes Amarillos: Aznar Celebra la Música de Spinetta
- 2013 - Mil noches y un instante

### DVD
- 2005 - Aznar canta Brasil
- 2008 - Quebrado vivo
- 2012 - Puentes Amarillos: Aznar Celebra la Música de Spinetta
- 2014 - Mil noches y un instante

## Libros
- Nueve vidas de Pedro Aznar, por Miguel Ángel Dente (Ediciones Disconario, 2012).

Escribió dos libros de poemas:
- Pruebas de Fuego (1992).
- Dos pasajes a la noche (2009).